# 鳥卵学

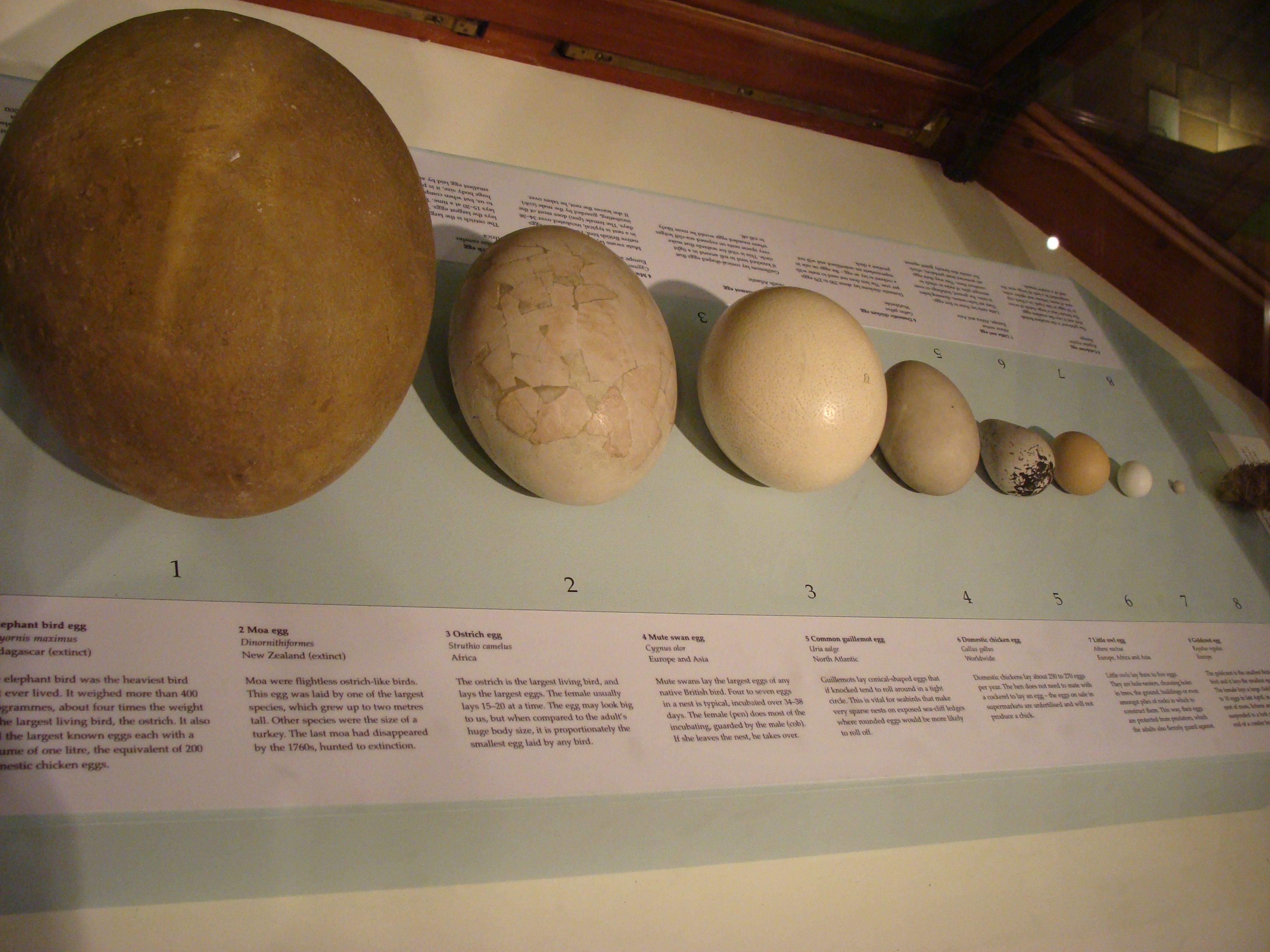
ロンドン自然史博物館の鳥卵標本
左から エピオルニス・モア・ダチョウ・コブハクチョウ・ウミガラス・ニワトリ・コキンメフクロウ・キクイタダキの卵

鳥卵学（ちょうらんがく、英語：oology）とは、鳥の卵を研究する、動物学の一分野である。これには、趣味で野鳥の卵を採集することも含む（多くの国では違法とされているが）。また、鳥の子育ての習慣や、巣の研究も学問領域に含まれる。
鳥の卵は、地面の色に対して目立つ物、と目立たない物というように、便宜的に分類される。木の洞や地面で卵を抱いて温める鳥の多くは、白くて斑点のない卵を産む。木に巣を作る鳥の多くは青や緑がかった、しばしば斑点のある卵を産む。また地面に近い藪の中に巣を作る鳥は、斑点のある卵を産むことが多い。

## イギリスにおける鳥の卵の採集
19世紀及び20世紀初頭には、アマチュア研究家による野鳥の卵の採集は鳥類学の立派な一分野だとみなされてきたが、20世紀中盤から、しだいに科学というよりは趣味とみなされるようになってきた。1954年イギリスの野鳥保護法によって、野鳥の卵の採集は法的に不可能になり、イギリスその他の国ではアンダーグラウンドで不法なものになってしまった。採集家は、2000年に制定された、「the Countryside and Rights of Way Act 2000（田園地域及び通行権に関する法律）｣によって、野鳥の卵を保持しているだけで6ヶ月以下の懲役に処せられるという病的な強迫観念にさいなまれることになってしまった。

### 採集の方法
野鳥の卵を採集する際には普通、一つの卵ではなく、巣にある卵全部が採集される。また珍しい種類の鳥の卵が目標とされる。採集後に、卵の中身が残っていると腐ってしまうため、中身を取り出すために破壊しなければならない。採集家はいろいろな孵化段階の卵を採集するが、通常孵化の早い段階の卵の方が、殻に小さな目立たない穴を開けるだけで簡単に中身を取り出すことができる。